# 考勞希喬河
卡拉希察河是克羅地亞的河流，位於該國東部，屬於德拉瓦河的右支流，河道全長150公里，流域面積2,347平方公里，河水主要來自雨水和融雪，河畔城鎮有瓦爾波沃。
45°41′29″N 18°25′16″E / 45.6914°N 18.4212°E